# Cesarina Ricci de Tingoli
Cesarina Ricci de Tingoli, née vers 1573 à Cingoli, est une compositrice italienne.

## Biographie
Elle est liée par sa naissance à la famille du Cardinal Giovanni Ricci et par mariage à la famille Tingoli.
Ruggiero Giovannelli a peut-être été professeur de Cesarina Ricci.

## Œuvre
Sa seule publication connue est Il Primo libro de madrigali a cinque voci, con un dialogo a otto novamente composti & dati in luce (Cenise, 1597). L'œuvre a survécu dans trois partbook (en) (parties séparées) et une tablature manuscrite. Les canto et quinto des partbook n'ont pas survécu. Il primo libro contient quatorze madrigaux à cinq voix et un dialogue à huit voix de Ricci, et deux madrigaux d'Alberto Ghirlinzoni, qui est seulement connu par cette publication. Les textes sont de Torquato Tasso, Giovanni Battista Guarini et Antonio Ongaro, tous associés à l'académie du Cardinal Cinzio Aldobrandini à qui la publication est dédiée.